# Буркхардт, Карл Якоб
Карл Якоб Буркхардт (нем. Carl Jacob Burckhardt; 10 сентября 1891, Базель — 3 марта 1974, Финцель) — швейцарский дипломат и историк. Знаменит не только академическими историческими исследованиями, но и дипломатической работой, прежде всего в качестве Верховного комиссара Лиги Наций при обсуждении вопросов по Вольному городу Данцигу (1937—1939) и президента Международного комитета Красного Креста (1945—1948).

## Биография
Карл Якоб Буркхардт родился в Базеле, учился в гимназиях Базеля и Штекборна. Впоследствии он учился в университетах Базеля, Цюриха , Мюнхена и Гёттингена, причём огромное влияние на него оказали профессора Эрнст Гальярди и Генрих Вёльфлин.
Получил свой первый дипломатический опыт в швейцарской миссии в Австрии с 1918 по 1922 год, в период хаоса после распада Австро-Венгрии. Находясь там, он познакомился с Гуго фон Гофмансталем. Буркхардт получил докторскую степень в 1922 году, а затем принял назначение от Международного комитета Красного Креста (МККК), и был отправлен в Малую Азию, где он помогал в переселении греков, изгнанных из Турции после поражения Греции в 1922 году.
Впоследствии он вернулся в Швейцарию, где женился на Элизабет де Рейнольд и продолжил академическую карьеру. Он был назначен приват-доцентом в Университете Цюриха в 1927 году, а в 1929 году стал профессором современной истории. С 1932 по 1937 год работал в недавно созданном Институте международных исследований в Женеве. Находясь там, он опубликовал в 1935 году первый том его всеобъемлющей биографии кардинала Ришельё, которая завершится публикацией 4-го тома в 1967 году.
Продолжил дипломатическую карьеру в 1937 году, работая Верховным комиссаром Лиги Наций по делам Вольного города Данцига с 1937 по 1939 год. Он стремился сохранить международный статус Данцига, гарантированный Лигой Наций, встречался с рядом видных нацистов, так как он надеялся ограничить повышенные требования Германии. Миссия в конечном итоге закончилась безуспешно после вторжения в Польшу немцев и аннексии Данцига.
Затем, вернувшись в Женеву, он работал профессором в течение всей Второй мировой войны (1939—1945). Он также играл ведущую роль в Красном Кресте, несколько раз ездил в Германию, чтобы договориться об улучшении обращения с гражданскими лицами и заключёнными, в частности, используя связи, накопленные в ходе его двухлетней работы в качестве Верховного комиссара Лиги Наций в Данциге.
С 1945 по 1948 год был президентом Красного Креста. Увеличил международную интеграцию Красного Креста с учреждением национальных отделений. В политическом отношении его президентство было очень неоднозначным, поскольку он придерживался строгого нейтралитета в международных спорах, не осуждая таким образом преступления нацистов. При своих сильных антикоммунистических убеждениях он даже считал нацизм меньшим злом. В период с 1945 по 1949 год он также служил посланником Швейцарии в Париже.
После 1949 года он вернулся к своей академической деятельности, опубликовал ряд книг по истории в течение следующих нескольких десятилетий. В 1954 году он был удостоен Премии мира немецких книготорговцев (Peace Prize of the German Book Trade).

## Работы
- Der Berner Schultheiss Charles Neuhaus (1925)
- Richelieu (4 тома., 1935-67)
- Gestalten und Mächte (1941)
- Reden und Aufzeichnungen (1952)
- Meine Danziger Mission, 1937—1939 (1960)
- GW (6 vols., 1971)
- Memorabilien (1977)
- Briefe: 1908—1974 (1986)